# Leccio (Reggello)
Leccio è una frazione del comune di Reggello nella provincia di Firenze. L'abitato è attraversato dalla strada regionale 69 che si interseca con la strada provinciale che lo collega con il capoluogo comunale.
Il centro abitato si è sviluppato lungo il Borro di Leccio che è un affluente dell'Arno, da cui dista un centinaio di metri. Nell'area vicino al fiume è prevista la realizzazione di una cassa di espansione.

## Monumenti e luoghi d'interesse

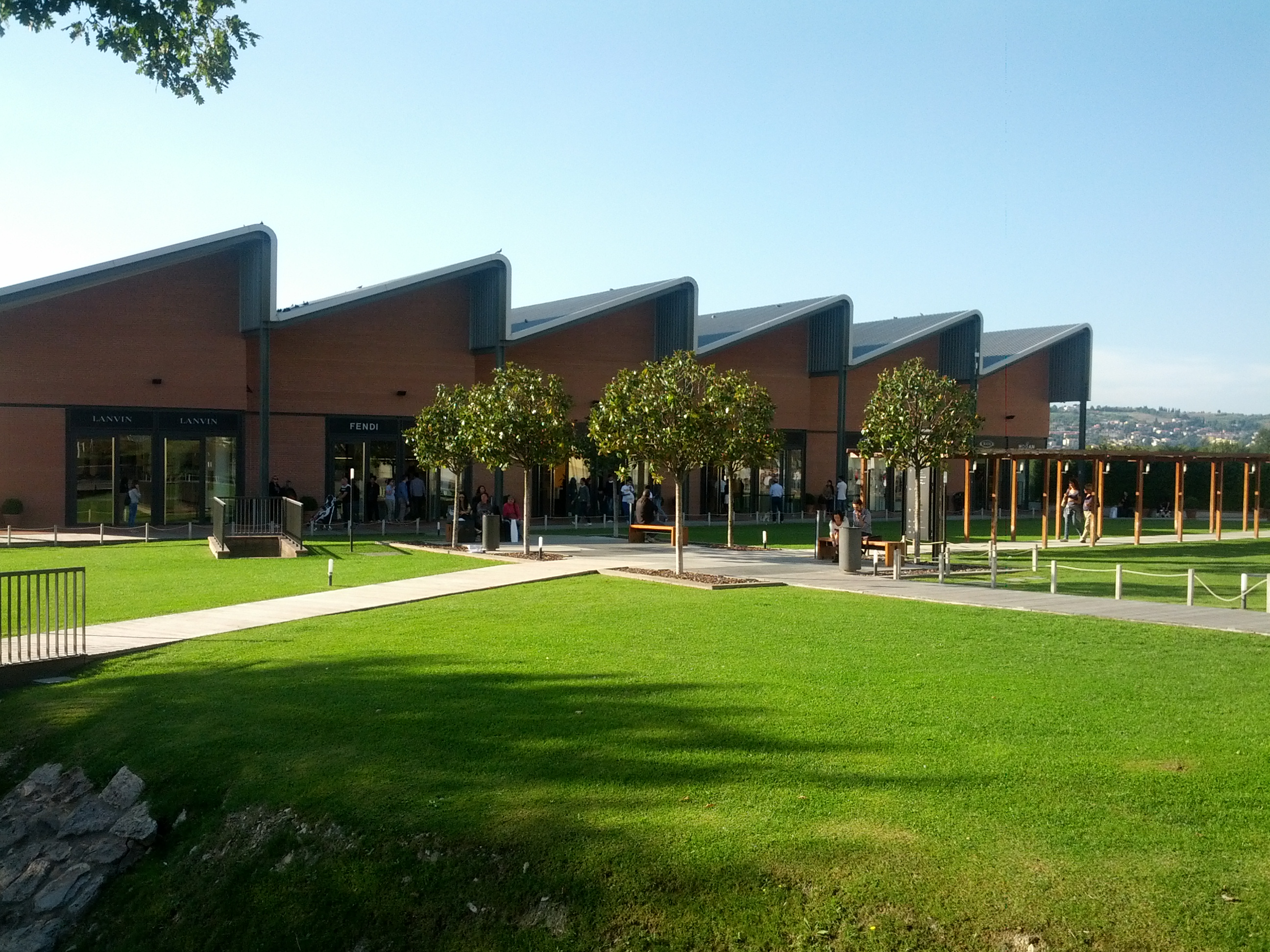
The Mall

### Castello di Sammezzano
Il castello di Sammezzano sovrasta la frazione dall'alto della collina che comprende anche il parco intorno all'edificio principale. La struttura di stile moresco attualmente è in stato di abbandono.

### Outlet The Mall
Leccio ha conosciuto negli ultimi anni un grande sviluppo commerciale grazie alla realizzazione, nel 2001, di un outlet di grandi marche dell'abbigliamento. La relativa vicinanza al casello di Incisa-Reggello, lungo l'autostrada A1, ha permesso l'espandersi dell'area commerciale.
Il numero dei visitatori dell'outlet è quasi pari a quello della Galleria degli Uffizi.
Nelle vicinanze della frazione si possono visitare anche altri outlet secondari.

## Infrastrutture e trasporti
L'abitato è attraversato dalla strada regionale 69 ed è servito dai bus di Busitalia-Sita Nord in direzione Pontassieve/Firenze e Arezzo.
I servizi ferroviari più vicini sono a circa 3 km dalla frazione, presso la Stazione di Rignano sull'Arno.